# Mario Monti
Mario Monti (Varese, 1943. március 19. –) olasz közgazdász, politikus. Két egymást követő ciklusban az Európai Bizottság tagja volt, emellett a Bocconi Egyetem rektori, majd elnöki tisztét is betöltötte. 2011. november 13. és 2012. december 21. között Olaszország miniszterelnöke.

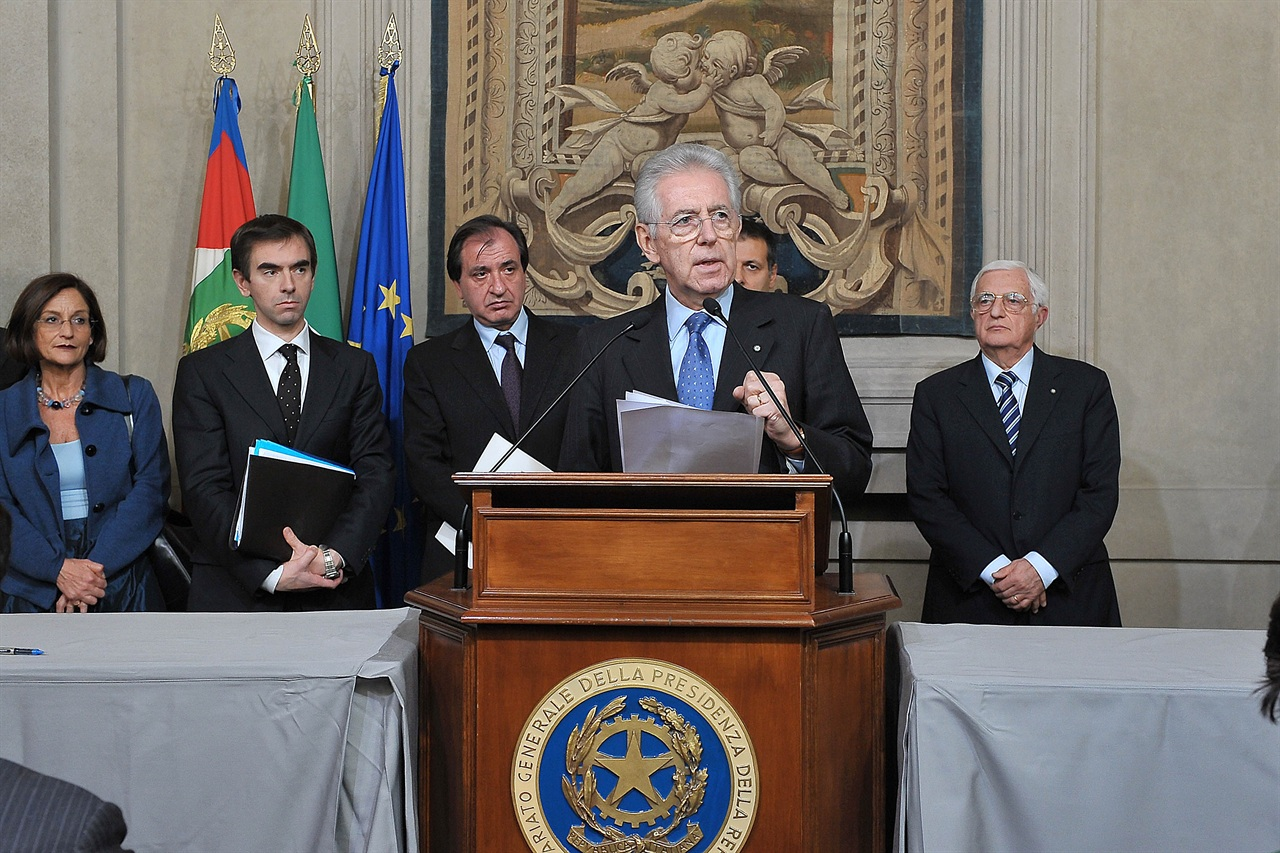
Mario Monti bejelenti az új kormány összetételét
2011. november 16.

## Pályafutása

### Tanulmányai és szakmai pályafutása
A milánói Bocconi Egyetemen szerzett diplomát közgazdaságtan és menedzsment szakon. A Yale Egyetemen James Tobin későbbi Nobel-díjas közgazdász keze alatt tanult.
1970-től 1985-ig a Torinói Egyetemen tanított közgazdaságtant. Ezután átment a Bocconi Egyetemre, amelynek 1989-től 1994-ig rektora volt, 1994 óta pedig elnöke. Kutatásainak eredménye többek között a Klein–Monti modell, amely a monopolhelyzetben működő bankok viselkedését írja le.

### Politikai pályafutása
1994-ben Silvio Berlusconi első kormánya az Európai Bizottság tagjai közé jelölte Emma Boninóval együtt. 1995-től kezdődő első ciklusában a belső piacért, szolgáltatásokért, vámokért és adózásért volt felelős. Négy évvel később, 1999-ben Massimo D’Alema kormánya jelölte a következő, Romano Prodi vezette Bizottságba, ahol a versenyjog területét kapta meg; ebben a minőségében többek között monopólium-ellenes eljárást kezdeményezett a Microsoft ellen (Microsoft-per). Ő vezette a General Electric és a Honeywell tervezett fúziójának vizsgálatát is, amelyet az Európai Bizottság nem engedélyezett.
2005-ben megalapította a brüsszeli székhelyű Bruegel gazdaságpolitikai agytrösztöt.
2010-ben José Manuel Barroso, a Bizottság elnöke megbízta egy jelentés elkészítésével, amely az egységes piac jövőjével foglalkozik, és annak kiteljesítését szolgáló intézkedésekre tesz javaslatot. Ugyanebben az évben alapító tagja lett a Spinelli-csoportnak, amely az Európai Unió föderalizációjának kíván új lendületet adni.

## Művei
- A monetáris közgazdaságtan problémái, (szerkesztő), ETA Kompass kiadó, Milánó, 1969
- A bankok, kamatlábak és a monetáris politika célkitűzései, Tamburini kiadó, Milánó, 1970
- A monetáris és pénzügyi politika hatásainak elemzése a regionális és a helyi költségvetésben. A jelentés módszertana, Tamburini kiadó, Milánó, 1974

### Magyarul
- Az egységes piac és a holnap Európája. Az Európai Bizottság jelentése; ITD Hungary–Külügyminisztérium Integrációs Államtitkárság, Budapest, 1998 (Európa füzetek)

## Kitüntetései
- Az Olasz Köztársasági Érdemrend Parancsnoki fokozata, 1992[5]
- Az Olasz Köztársaság Nagy Lovagkeresztje, 2004[6]

## Családja
Nős, két gyermeke van. Érdekli az egyiptomi kultúra, ő a védnöke a híres milánói Egyiptomi Múzeumnak.

## Fordítás
- Ez a szócikk részben vagy egészben  a   Mario Monti című angol Wikipédia-szócikk ezen változatának fordításán alapul.  Az eredeti cikk szerkesztőit annak laptörténete sorolja fel. Ez a jelzés csupán a megfogalmazás eredetét és a szerzői jogokat jelzi, nem szolgál a cikkben szereplő információk forrásmegjelöléseként.